# Place René-Char
La place René-Char est une voie située dans le quartier Saint-Thomas-d'Aquin du 7e arrondissement de Paris.

## Situation et accès
La place René-Char est desservie par la ligne 12 à la station Rue du Bac.

## Origine du nom

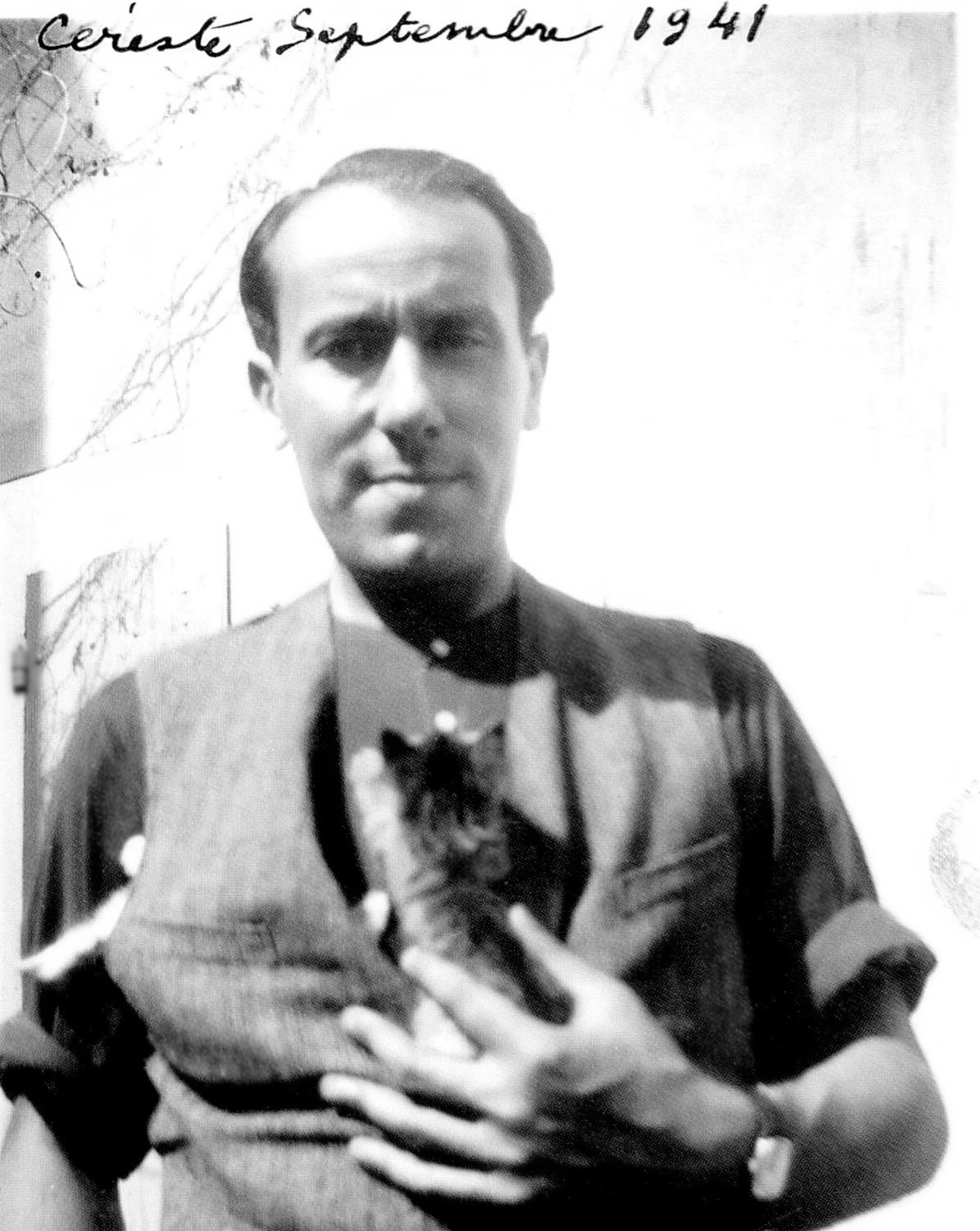
René Char en 1941.

Elle porte ce nom en hommage au poète et écrivain René Char (1907-1988).

## Historique
Ouverte sur l'emprise des voies qui la bordent, elle prend son nom actuel en 2006.